# Alstroemeria itatiaica
Alstroemeria itatiaica är en alströmeriaväxtart som beskrevs av Pierfelice Ravenna. Alstroemeria itatiaica ingår i släktet alströmerior, och familjen alströmeriaväxter. Inga underarter finns listade i Catalogue of Life.